# Gare de Toury
Gare de Toury – stacja kolejowa w Toury, w departamencie Eure-et-Loir, w Regionie Centralnym-Dolinie Loary, we Francji.
Jest stacją Société nationale des chemins de fer français (SNCF), obsługiwaną przez pociągi TER Centre.

## Położenie
Znajduje się na km 88,333 linii Paryż – Bordeaux, pomiędzy stacjami Boisseaux i Château-Gaillard, na wysokości 135 m n.p.m.

## Linie kolejowe
- Paryż – Bordeaux
- Voves – Toury